# アンハルト公国

アンハルト公国
Herzogtum Anhalt (ドイツ語)

ドイツ帝国内におけるアンハルト公国の位置（1871年）

アンハルト公国（アルハントこうこく、ドイツ語: Herzogtum Anhalt）は、ドイツ中部にかつて存在した領邦国家である。首都はデッサウに置かれた。
1863年に、アスカーニエン家のアンハルト諸国が統合され成立。ドイツ帝国が成立するとその構成国としてドイツ革命まで存続した。

## 地理

アンハルト公国の版図

アンハルト公国はドイツ中部、現在はザクセン＝アンハルト州に属する地域にあった。首都はエルベ川沿いの都市デッサウ。
ドイツ帝国の諸領邦は多くの飛地を有し入り組んでいたが、アンハルト公国もその例に漏れなかった。首都デッサウを含むアンハルト公国の「本土」は、北東から西にかけてツェルプスト (de:Zerbst/Anhalt) 、デッサウ、ケーテン、ベルンブルク (de:Bernburg (Saale)) の4県に分けられていた。西方にまとまった飛び地であるバーレンシュタット県 (de:Ballenstedt) が位置し、その他小規模の飛地からなっていた。
周囲はプロイセン王国に囲まれ、バーレンシュタットでブラウンシュヴァイク公国領とも隣接していた。

## 歴史

### 前史

18世紀後半のアンハルト諸国

アスカーニエン家は11世紀から歴史に登場するザクセン人の家門で、アルブレヒト1世（アルブレヒト熊公）がブランデンブルク辺境伯となり、ブランデンブルクとアンハルトを統治した。熊公の死後、ブランデンブルクを継承した長男の系統は13世紀に絶えたが、アンハルトを継承した末子ベルンハルト3世の系統（アンハルト家）がアスカーニエン家の主流として存続することになった。
ベルンハルト3世の子であるハインリヒ1世は、アンハルト伯領を3人の子に分割した。以後も分割相続を繰り返されたことにより多数の国家が成立した。16世紀にアンハルト＝ツェルプスト侯ヨアヒム・エルンストは同族諸国を併せてアンハルト侯となったが、その子の代で再び分割相続がなされ、再び諸国が分立した。19世紀に入る頃にはアンハルト諸国としてアンハルト＝デッサウ公国 (de:Anhalt-Dessau) 、アンハルト＝ベルンブルク公国 (de:Anhalt-Bernburg) 、アンハルト＝ケーテン公国 (de:Anhalt-Köthen) の3つがあり、ともに1807年にライン同盟、1815年にドイツ連邦に参加している。

### アンハルト公国の成立と消滅
アンハルト＝ケーテン公国は1847年に、アンハルト＝ベルンブルク公国は1863年に、それぞれ継嗣なく絶え、その所領はアンハルト＝デッサウ公レオポルト4世が受け継いだ。これによりアンハルト諸国が統合され、1863年にアンハルト公国が成立した。北ドイツ連邦への加盟（1866年）を経て1871年にドイツ帝国の構成国となった。
3代目のフリードリヒ2世は演劇やオペラの後援者として知られたが、1918年4月に死去。公位を継いだ弟のエドゥアルトも9月に没し、その子ヨアヒム・エルンストが17歳で継承するが、3か月後にドイツ革命が勃発。君主制は廃止されて公国は終焉を迎え、その領域はアンハルト自由州となった。

### 公国名の由来
「アンハルト」（Anhalt）の名は、クヴェドリンブルクの南、ハルツゲローデ（Harzgerode）近郊のアンハルト城に由来する。この城は、1150年頃アルブレヒト熊公（Albrecht der Bär）が建設したアスカーニエン家（Askanier）代々の居城で、同家は周辺の地を支配していた。Anhaltの意味について、グリムのドイツ語辞典は、’station, ort, wo angehalten wird’（「留め置かれる場所」）と、ドゥーデン地名辞典は、’Stelle, wo man anhält, stehenbleibt’（「止まる、停止する、立ち止まる場所」）と説明している。

## 君主一覧
- レオポルト4世（1863年 - 1871年）
- フリードリヒ1世（1871年 - 1904年）
- フリードリヒ2世（1904年 - 1918年）
- エドゥアルト（1918年）
- ヨアヒム・エルンスト（1918年）
  - アリベルト（1918年、摂政）